# Bisbat de Mangalore
El bisbat de Mangalore (hindi: मंगलौर के सूबा; llatí: Dioecesis Mangalorensis) és una seu de l'Església catòlica a l'Índia, sufragània de l'arquebisbat de Bangalore. Al 2016 tenia 259.600 batejats d'un total de 3.091.000 habitants. Actualment està regida pel bisbe Peter Paul Saldanha.

## Territori
La diòcesi comprèn els districtes indis de Kanara Meridional a l'estat de Karnataka i de Kasaragod a l'estat de Kerala.
La seu episcopal és la ciutat de Mangalore, on es troba la catedral de la Mare de Déu del Roser.
El territori s'estén sobre 5.924km² i està dividit en 116 parròquies.

## Història
El vicariat apostòlic de Canara va ser erigit el 1674, prenent el territori de l'arquebisbat de Goa, i deixà d'existir el 1700, quan el seu territori tornà a la jurisdicció dels arquebisbes de Goa.
El pro-vicariat apostòlic de Magalore va ser erigit el 12 de març de 1845, prenent el territori del vicariat apostòlic de Verapoly (avui arxidiòcesi).
El pro-vicariat va ser elevat a vicariat el 15 de març de 1853 mitjançant el breu apostòlic Ex debito del papa Pius IX.
L'1 de setembre de 1886 el vicariat apostòlic va ser elevat a diòcesi en virtut de la butlla Humanae salutis del papa Lleó XIII. El 7 de juny següent, mitjançant el breu Post initiam la diòcesi passà a formar part de la província eclesiàstica de l'arquebisbat de Pondicherry.
El 2 d'octubre de 1893 esdevingué sufragània de l'arquebisbat de Bombai.
El 12 de juny de 1923 cedí una part del seu territori a benefici de l'erecció de la diòcesi de Calicut, a la que cedí una nova porció de territori el 12 de gener de 1960.
El 19 de setembre de 1953 passà a formar part la província eclesiàstica de l'arquebisbat de Bangalore per mitjà de la butlla Mutant res.
El 29 d'abril de 1955 cedí la jurisdicció dels seus fidels de ritus siríac oriental residents al seu territori a l'eparquia de Tellicherry.
El 16 de juliol de 2012 cedí una nova porció de territori, aquest cop a benefici de l'erecció de la diòcesi d'Udupi.

## Cronologia episcopal
- Thomas de Castro, C.R. † (30 d'agost de 1674 - 16 de juliol de 1684 mort)
  - Sede soppressa (1700-1845)
- Bernardino di Sant'Agnese, O.C.D. † (12 de maig de 1845 - 15 de març de 1853)
- Michele Antonio Anfossi, O.C.D. † (15 de març de 1853 - 1870 renuncià)
- Ephrem-Edouard-Lucien-Théoponte (Marie-Ephrem du Sacré-Coeur de Jésus) Garrelon, O.C.D. † (3 de juny de 1870 - 11 d'abril de 1873 mort)
  - Sede vacante (1873-1885)
- Nicola Maria Pagani, S.J. † (21 de febrer de 1885 - 30 d'abril de 1895 mort)
- Abbondio Cavadini, S.J. † (26 de novembre de 1895 - 26 de març de 1910 mort)
- Paolo Carlo Perini, S.J. † (17 d'agost de 1910 - 12 de juny de 1923 nomenat bisbe de Calicut)
  - Sede vacante (1923-1928)
- Valeriano Giuseppe de Souza † (14 de gener de 1928 - 14 d'agost de 1930 mort)
- Vittore Rosario Fernandes † (16 de maig de 1931 - 4 d egenr de 1956 mort)
- Basil Salvador Theodore Peres † (4 de gener de 1956 - 24 d'abril de 1958 mort)
- Raymond D'Mello † (5 de febrer de 1959 - 21 d'abril de 1964 nomenat bisbe d'Allahabad)
- Basil Salvadore D'Souza † (22 de març de 1965 - 5 de setembre de 1996 mort)
- Aloysius Paul D'Souza (8 de novembre de 1996 - 3 de juliol de 2018 jubilat)
- Peter Paul Saldanha, dal 3 de juliol de 2018

## Estadístiques
A finals del 2016, la diòcesi tenia 259.600 batejats sobre una població de 3.091.000 persones, equivalent al 8,4% del total.
| any  | població | població  | població | sacerdots | sacerdots       | sacerdots       | sacerdots             | diaques | religiosos | religiosos | parroquies |
| ---- | -------- | --------- | -------- | --------- | --------------- | --------------- | --------------------- | ------- | ---------- | ---------- | ---------- |
| any  | batejats | total     | %        | total     | clergat secular | clergat regular | batejats por sacerdot | diaques | homes      | dones      |            |
| 1950 | 169.371  | 1.986.110 | 8,5      | 219       | 175             | 44              | 773                   |         | 74         | 551        | 82         |
| 1970 | 216.084  | 2.069.032 | 10,4     | 257       | 200             | 57              | 840                   |         | 92         | 948        | 120        |
| 1980 | 248.950  | 2.308.122 | 10,8     | 273       | 206             | 67              | 911                   |         | 105        | 1.239      | 127        |
| 1990 | 309.045  | 2.777.910 | 11,1     | 319       | 230             | 89              | 968                   |         | 115        | 1.375      | 133        |
| 1999 | 357.280  | 3.967.360 | 9,0      | 343       | 257             | 86              | 1.041                 |         | 104        | 1.575      | 145        |
| 2000 | 360.853  | 4.044.707 | 8,9      | 334       | 249             | 85              | 1.080                 |         | 100        | 1.595      | 147        |
| 2001 | 364.462  | 4.125.601 | 8,8      | 345       | 255             | 90              | 1.056                 |         | 105        | 1.615      | 149        |
| 2002 | 368.110  | 4.208.113 | 8,7      | 363       | 252             | 111             | 1.014                 |         | 132        | 1.785      | 150        |
| 2003 | 350.000  | 3.879.482 | 9,0      | 361       | 275             | 86              | 969                   |         | 112        | 1.632      | 150        |
| 2004 | 350.000  | 3.957.071 | 8,8      | 406       | 287             | 119             | 862                   |         | 142        | 1.633      | 154        |
| 2011 | 373.492  | 4.432.800 | 8,4      | 498       | 333             | 165             | 749                   |         | 175        | 1.714      | 158        |
| 2012 | 267.343  | 2.978.560 | 8,9      | 412       | 275             | 137             | 648                   |         | 147        | 1.489      | 112        |
| 2013 | 264.213  | 2.974.235 | 8,9      | 400       | 298             | 102             | 660                   |         | 351        | 1.404      | 113        |
| 2016 | 259.600  | 3.091.000 | 8,4      | 374       | 254             | 120             | 694                   |         | 293        | 1.466      | 116        |